# Campeonato Mundial de Snooker da IBSF
O Campeonato Mundial de Snooker da IBSF (em inglês: IBSF World Snooker Championship), também conhecido como Campeonato Mundial de Snooker Amador (em inglês: World Amateur Snooker Championship), é o principal torneio de snooker amador do mundo. A série de eventos é sancionada pela Federação Internacional de Bilhar e Snooker (em inglês: International Billiards and Snooker Federation, cuja sigla é IBSF). Vários campeões da IBSF seguiram carreiras de sucesso no circuito profissional,  
especialmente Jimmy White (1980), James Wattana (1988), Ken Doherty (1989), Mohammed Yousuf (1994), Stuart Bingham (1996), Marco Fu (1997), Stephen Maguire (2000) e Mark Allen (2004). Tanto Ken Doherty (em 1997) quanto Stuart Bingham (em 2015) também conquistaram o Campeonato Mundial de Snooker profissional.

## História
O Campeonato Mundial de Snooker da IBSF foi realizado pela primeira vez em 1963. Nos dois primeiros torneios, o título foi decidido em grupo único no sistema de todos contra todos. De 1968 em diante, a fase de grupos foi seguida por uma fase eliminatória. A organização do evento inicialmente esteve a cargo da Billiards Association, e a partir de 1974, passou para as mãos da International Billiards and Snooker Federation (IBSF).
Em 2014, Yan Bingtao da China, de 14 anos, venceu Muhammad Sajjad do Paquistão por 8–7, tornando-se o mais jovem campeão mundial de snooker amador.

## Finais masculinas
| Ano  | Local                            | Campeão                  | Vice-campeão            | Placar | Ref.         |
| ---- | -------------------------------- | ------------------------ | ----------------------- | ------ | ------------ |
| 1963 | Kolkata ― Índia                  | Gary Owen                | Frank Harris            | ―      | [ 1 ]        |
| 1966 | Karachi ― Paquistão              | Gary Owen                | John Spencer            | ―      | [ 1 ]        |
| 1968 | Sydney ― Austrália               | David Taylor             | Max Williams            | 8–7    | [ 1 ]        |
| 1970 | Edimburgo ― Escócia              | Jonathan Barron          | Sid Hood                | 11–7   | [ 1 ]        |
| 1972 | Cardiff ― País de Gales          | Ray Edmonds              | Manuel Francisco        | 11–10  | [ 1 ]        |
| 1974 | Dublin ― Irlanda                 | Ray Edmonds              | Geoff Thomas            | 11–9   | [ 1 ]        |
| 1976 | Joanesburgo ― África do Sul      | Doug Mountjoy            | Paul Mifsud             | 11–1   | [ 1 ]        |
| 1978 | Rabat ― Malta                    | Cliff Wilson             | Joe Johnson             | 11–5   | [ 1 ]        |
| 1980 | Launceston ― Austrália           | Jimmy White              | Ron Atkins              | 11–2   | [ 1 ]        |
| 1982 | Calgary ― Canadá                 | Terry Parsons            | Jim Bear                | 11–8   | [ 1 ]        |
| 1984 | Dublin ― Irlanda                 | Omprakesh Agrawal        | Terry Parsons           | 11–7   | [ 1 ]        |
| 1985 | Blackpool ― Inglaterra           | Paul Mifsud              | Dilwyn John             | 11–6   | [ 1 ]        |
| 1986 | Invercargill ― Nova Zelândia     | Paul Mifsud              | Kerry Jones             | 11–9   | [ 1 ]        |
| 1987 | Bangalor ― Índia                 | Darren Morgan            | Joe Grech               | 11–4   | [ 1 ]        |
| 1988 | Sydney ― Austrália               | James Wattana            | Barry Pinches           | 11–8   | [ 1 ]        |
| 1989 | Singapura                        | Ken Doherty              | Jon Birch               | 11–2   | [ 1 ]        |
| 1990 | Colombo ― Sri Lanka              | Stephen O'Connor         | Steve Lemmens           | 11–8   | [ 1 ]        |
| 1991 | Bangkok ― Thailand               | Noppadon Noppachorn      | Dominic Dale            | 11–8   | [ 1 ]        |
| 1992 | Malta                            | Neil Mosley              | Leonardo Andam          | 11–2   | [ 1 ]        |
| 1993 | Karachi ― Paquistão              | Chuchart Triritanapradit | Praput Chaithanasakun   | 11–6   | [ 1 ]        |
| 1994 | Joanesburgo ― África do Sul      | Mohammed Yousuf          | Johannes R. Johannesson | 11–9   | [ 1 ] [ 4 ]  |
| 1995 | Bristol ― Inglaterra             | Sakchai Sim-Ngam         | David Lilley            | 11–7   | [ 1 ] [ 5 ]  |
| 1996 | New Plymouth ― Nova Zelândia     | Stuart Bingham           | Stan Gorski             | 11–5   | [ 1 ] [ 6 ]  |
| 1997 | Bulawayo ― Zimbabwe              | Marco Fu                 | Stuart Bingham          | 11–10  | [ 1 ]        |
| 1998 | Guangzhou ― China                | Luke Simmonds            | Ryan Day                | 11–10  | [ 1 ] [ 7 ]  |
| 1999 | Porto Moresby ― Papua-Nova Guiné | Ian Preece               | David Lilley            | 11–8   | [ 1 ]        |
| 2000 | Changchun ― China                | Stephen Maguire          | Luke Fisher             | 11–5   | [ 1 ] [ 8 ]  |
| 2002 | Cairo ― Egito                    | Steve Mifsud             | Tim English             | 11–6   | [ 1 ] [ 9 ]  |
| 2003 | Jiangmen ― China                 | Pankaj Advani            | Saleh Mohammad          | 11–5   | [ 1 ] [ 10 ] |
| 2004 | Veldhoven ― Países Baixos        | Mark Allen               | Steve Mifsud            | 11–6   | [ 1 ] [ 11 ] |
| 2006 | Prestatyn ― País de Gales        | Michael White            | Mark Boyle              | 11–5   | [ 1 ] [ 12 ] |
| 2006 | Amã ― Jordânia                   | Kurt Maflin              | Daniel Ward             | 11–8   | [ 1 ] [ 13 ] |
| 2007 | Korat ― Tailândia                | Atthasit Mahitthi        | Passakorn Suwannawat    | 11–7   | [ 1 ] [ 14 ] |
| 2008 | Wels ― Áustria                   | Thepchaiya Un-Nooh       | Colm Gilcreest          | 11–7   | [ 1 ] [ 15 ] |
| 2009 | Haiderabade ― Índia              | Alfie Burden             | Igor Figueiredo         | 10–8   | [ 1 ] [ 16 ] |
| 2010 | Damasco ― Síria                  | Dechawat Poomjaeng       | Pankaj Advani           | 10–7   | [ 1 ] [ 17 ] |
| 2011 | Bangalor ― Índia                 | Hossein Vafaei           | Lee Walker              | 10–9   | [ 1 ] [ 18 ] |
| 2012 | Sófia ― Bulgária                 | Mohammad Asif            | Gary Wilson             | 10–8   | [ 1 ] [ 19 ] |
| 2013 | Dunaburgo ― Letônia              | Zhou Yuelong             | Zhao Xintong            | 8–4    | [ 1 ] [ 20 ] |
| 2014 | Bangalor ― Índia                 | Yan Bingtao              | Muhammad Sajjad         | 8–7    | [ 1 ] [ 21 ] |
| 2015 | Hurghada ― Egito                 | Pankaj Advani            | Zhao Xintong            | 8–6    | [ 1 ] [ 22 ] |
| 2016 | Doha ― Qatar                     | Soheil Vahedi            | Andrew Pagett           | 8–1    | [ 1 ] [ 23 ] |
| 2017 | Doha ― Qatar                     | Pankaj Advani            | Amir Sarkhosh           | 8–2    | [ 1 ] [ 24 ] |
| 2018 | Rangum ― Myanmar                 | Chang Bingyu             | He Guoqiang             | 8–3    | [ 1 ] [ 25 ] |
| 2019 | Antália ― Turquia                | Muhammad Asif            | Jefrey Roda             | 8–5    | [ 1 ] [ 26 ] |

### Títulos por país
| País                 | Total | Ano(s) do(s) título(s)                               |
| -------------------- | ----- | ---------------------------------------------------- |
| Inglaterra           | 9     | 1968, 1970, 1972, 1974, 1980, 1992, 1996, 1998, 2009 |
| País de Gales        | 8     | 1963, 1966, 1976, 1978, 1982, 1987, 1999, 2006       |
| Tailândia            | 7     | 1988, 1991, 1993, 1995, 2007, 2008, 2010             |
| Índia                | 4     | 1984, 2003, 2015, 2017                               |
| China                | 3     | 2013, 2014, 2018                                     |
| Paquistão            | 3     | 1994, 2012, 2019                                     |
| República da Irlanda | 2     | 1989, 1990                                           |
| Irã                  | 2     | 2011, 2016                                           |
| Malta                | 2     | 1985, 1986                                           |
| Hong Kong            | 1     | 1997                                                 |
| Escócia              | 1     | 2000                                                 |
| Austrália            | 1     | 2002                                                 |
| Irlanda do Norte     | 1     | 2004                                                 |
| Noruega              | 1     | 2006                                                 |

## Finais femininas
| Ano  | Local                     | Campeã                   | Vice-campeã              | Placar | Ref.         |
| ---- | ------------------------- | ------------------------ | ------------------------ | ------ | ------------ |
| 2003 | Jiangmen ― China          | Kelly Fisher             | Wendy Jans               | 5–2    | [ 1 ]        |
| 2004 | Veldhoven ― Países Baixos | Reanne Evans             | Wendy Jans               | 5–1    | [ 1 ]        |
| 2006 | Amã ― Jordânia            | Wendy Jans               | Jaique Ip                | 5–0    | [ 1 ]        |
| 2007 | Korat ― Tailândia         | Reanne Evans             | Wendy Jans               | 5–0    | [ 1 ]        |
| 2008 | Wels ― Áustria            | Reanne Evans             | Wendy Jans               | 5–3    | [ 1 ]        |
| 2009 | Haiderabade ― Índia       | Ng On-yee                | Kathy Parashis           | 5–1    | [ 1 ]        |
| 2010 | Damasco ― Síria           | Ng On-yee                | Jaique Ip                | 5–0    | [ 1 ]        |
| 2012 | Sófia ― Bulgária          | Wendy Jans               | Ng On-yee                | 5–1    | [ 1 ]        |
| 2013 | Dunaburgo ― Letônia       | Wendy Jans               | Shi Chunxia              | 5–3    | [ 1 ]        |
| 2014 | Bangalor ― Índia          | Wendy Jans               | Anastasia Nechaeva       | 5–2    | [ 1 ]        |
| 2015 | Hurghada ― Egito          | Wendy Jans               | Anastasia Nechaeva       | 5–1    | [ 1 ] [ 27 ] |
| 2016 | Doha ― Qatar              | Wendy Jans               | Amee Kamani              | 5–0    | [ 1 ] [ 28 ] |
| 2017 | Doha ― Qatar              | Wendy Jans               | Waratthanun Sukritthanes | 5–2    | [ 1 ] [ 24 ] |
| 2018 | Rangum ― Myanmar          | Waratthanun Sukritthanes | Wendy Jans               | 5–2    | [ 1 ] [ 25 ] |
| 2019 | Antália ― Turquia         | Ng On-yee                | Nutcharut Wongharuthai   | 5–2    | [ 1 ] [ 26 ] |